# 주동민
주동민은 대한민국의 텔레비전 드라마 연출감독이다.

## 드라마
- 2004년 SBS 드라마스페셜 《햇빛 쏟아지다》 ... 조연출
- 2006년 ~ 2007년 SBS 특별기획 드라마 《연개소문》 ... 공동연출
- 2008년 ~ 2009년 SBS 아침 일일연속극 《순결한 당신》 ... 연출
- 2010년 SBS 2부작 추석특집극 《당신의 천국》 ... 연출
- 2012년 SBS 드라마스페셜 《부탁해요 캡틴》 ... 연출
- 2013년 SBS 주말 미니시리즈 《출생의 비밀》 ... 공동연출
- 2015년 SBS 주말 미니시리즈 《떴다! 패밀리》 ... 연출
- 2016년 SBS 2부작 설 특집극 《영주》 ... 연출
- 2018년 SBS 드라마스페셜 《리턴》 ... 연출
- 2018년 ~ 2019년 SBS 드라마스페셜 《황후의 품격》 ... 연출
- 2020년 ~ 2021년 SBS 월화 미니시리즈 《펜트하우스》 ... 연출
- 2021년 SBS 금토드라마 《펜트하우스 2》 ... 연출
- 2021년 SBS 금요드라마 《펜트하우스 3》 ... 공동연출
- 2023년 SBS 금토드라마 《7인의 탈출》 ... 연출

## 예능
- 2022년 TVING 《전체관람가+:숏버스터》 ... 게스트